# Култура на Нигер
Културата на Нигер е белязана от вариации, доказателство за културния кръстопът, който френският колониализъм формира в единна държава от началото на XX век. Това, което днес е Нигер, е създадено от четири отделни културни области в предколониалната епоха: Зарма и Сонгхай доминират в долината на река Нигер на югозапад; северната периферия на Хаусаленд, съставена предимно от онези щати, които са устояли на халифата Сокото, и варираща по дългата южна граница с Нигерия; басейна на езерото Чад и Кауар в далечния изток, населен от фермери канури и скотовъдци тубу, които някога са били част от империята Канем-Борну; и номадите туареги от планината Ер и Сахара в необятния север.
Всяка от тези общности, заедно с по-малки етнически групи като пастирската Wodaabe Fula, донасят своите собствени културни традиции в новата държава Нигер. Последователните правителства след обявяването на независимостта се опитват да изградят споделена национална култура, но тя се формира бавно, отчасти защото големите нигерски общности имат своя собствена културна история и отчасти защото нигерските етнически групи като хауса, туареги и канури са само части от по-големи етнически общности, които не се съобразяват с границите, въведени при колониализма.
До 90-те години на XX век правителството и политиката са изключително доминирани от Ниамей и хората от Зарма от околния регион. В същото време мнозинството от населението в граничните райони на Хауса между Бирни-Н'Кони и Мейн-Сороа често гледа културно повече към Хаусаланд в Нигерия, отколкото към Ниамей. Между 1996 г. и 2003 г. посещаемостта на начално училище е около 30%, включително 36% от мъжете и само 25% от жените. Допълнителното образование се осъществява чрез медресета.
|  | Тази страница частично или изцяло представлява превод на страницата Niger#Culture в Уикипедия на английски. Оригиналният текст, както и този превод, са защитени от Лиценза „Криейтив Комънс – Признание – Споделяне на споделеното“, а за съдържание, създадено преди юни 2009 година – от Лиценза за свободна документация на ГНУ. Прегледайте историята на редакциите на оригиналната страница, както и на преводната страница, за да видите списъка на съавторите. ВАЖНО: Този шаблон се отнася единствено до авторските права върху съдържанието на статията. Добавянето му не отменя изискването да се посочват конкретни източници на твърденията, които да бъдат благонадеждни. |